# Stan Pilecki
Stan Pilecki (ur. 4 lutego 1947 w Augustdorfie, zm. 20 grudnia 2017 w Brisbane) – australijski rugbysta, grający na pozycji filara młyna w zespole Queensland oraz w kadrze narodowej. Jedyny w historii reprezentant Australii w rugby union polskiego pochodzenia. Członek jedynej australijskiej drużyny, która zdobyła Wielkiego Szlema po zwycięstwach nad czterema reprezentacjami z Wysp Brytyjskich.

## Młodość
Jego rodzice – Ignacy i Mirosława – poznali się, gdy zostani wywiezieni przez Niemców na roboty przymusowe. Już po zakończeniu wojny, jeszcze w Niemczech, w obozie dla uchodźców w Augustdorfie urodził się Stanislaus Josef Pilecki. Pileccy nie zamierzali wracać do Polski planując osiedlić się w Kanadzie, jednak ostatecznie znaleźli się w Australii. Przebywając początkowo w Nowej Południowej Walii rodzina przeniosła się następnie do Queensland.

## Kariera
Ze sportem związał się w wieku czternastu lat, namówiony przez nauczycieli do uprawiania rugby ze względu na posturę. Ukończywszy katolicką szkołę Marist Rosalie, podjął treningi w klubie Wests, z którym pozostał związany przez większość kariery zaliczając 221 występów w pierwwzej drużynie. Z Pileckim w składzie Wests w 1977 roku odnieśli pierwszy dla tego klubu triumf w mistrzostwach Queensland. Od 1970 roku występował równocześnie w drużynie reprezentującej Queensland i jako pierwszy w historii zawodnik przekroczył barierę stu meczów rozegranych dla stanowego zespołu, swoje występy kończąc na 122 spotkaniu. Gdy mieszkał w Rockhampton, grał dla Frenchville Pioneers RUFC oraz Queensland Country, także przeciwko All Blacks.
W reprezentacji Australii zadebiutował w wieku 31 lat wygranym meczem z Walią, a rok później uczestniczył w zwycięskim spotkaniu przeciw Nowej Zelandii, który przyniósł zdobycie pierwszego od trzydziestu lat Bledisloe Cup.
Zagrał w dziewięciu meczach przeciw drużynom regionalnym podczas nieudanej próby zdobycia przez Wallabies Wielkiego Szlema w 1981 roku. Trzy lata później znalazł się w kadrze, która jako jedyna w historii australijskiego rugby zdobyła Wielkiego Szlema – Pilecki zagrał w ośmiu spotkaniach, jednakże ponownie nie wystąpił w żadnym z czterech testmeczów.
Ostatni raz koszulkę Wallabies założył w kończącym to tournée meczu przeciwko Barbarians, w którym walnie przyczynił się do zdobycia jednego z przyłożeń. Łącznie w australijskiej kadrze wystąpił w osiemnastu oficjalnych meczach międzynarodowych.
Po powrocie z Wysp Brytyjskich zakończył karierę, zarówno na poziomie reprezentacyjnym, prowincjonalnym, jak i w pierwszej drużynie swojego klubu, mając wówczas 37 lat. Jednak jeszcze trzy lata występował w piątoligowym zespole Wests, a następnie zajął się trenowaniem młodzieży, a także zasiadał we władzach klubu.

## Varia
- Pilecki był jedynym w historii reprezentantem Australii w rugby union polskiego pochodzenia[4][6].
- Został wybrany do „drużyny stulecia” Reds[22][23] i na jego cześć została nazwana przyznawana od 1992 roku nagroda dla najlepszego zawodnika Queensland – medal Pileckiego[18][24].
- W 1997 roku ukazała się jego biografia autorstwa Maxa Howella – Stan the man: the many lives of Stan Pilecki (ISBN 978-0-9583644-1-6)[25].
- Zgodnie z reprezentacyjną tradycją Pilecki wygłosił uroczystą mowę i wręczył meczowe koszulki australijskim zawodnikom, którzy w 25 rocznicę zdobycia Wielkiego Szlema bez powodzenia próbowali powtórzyć ten sukces[5][11].
- Najstarszy z trojga rodzeństwa[2]. Dwukrotnie żonaty: pierwsza żona, Jadzia, zmarła w wieku 39 lat na atak astmy[4]; druga żona – Wanda[26]. Córka Clarissa, cierpiąca na mózgowe porażenie dziecięce[4].
- W 2015 roku otrzymał Order Australii za zasługi dla rugby[27].
- Zmarł po krótkiej chorobie w swoim domu w Jindalee w wieku siedemdziesięciu lat[28].